# Ascoliocerus hyperboreus
Ascoliocerus hyperboreus är en skalbaggsart som först beskrevs av Leonard Gyllenhaal 1827.  Ascoliocerus hyperboreus ingår i släktet Ascoliocerus, och familjen knäppare. Enligt den finländska rödlistan är arten nära hotad i Finland. Arten är reproducerande i Sverige. Artens livsmiljö är fjällängar.